# Un jeu de billard
Un jeu de billard est une peinture de genre de 1807 réalisée par l'artiste français Louis-Léopold Boilly. Réalisée à l'époque napoléonienne, elle représente une partie de billard se déroulant à Paris. Il est inhabituel que des hommes et des femmes soient représentés en train de jouer à ce jeu.
Le tableau a été décrit comme « le tableau de genre le plus célèbre de Boilly ». Il fut exposé au Salon de 1808 au Louvre où il reçut un grand succès. Il a ensuite été acheté par le diplomate et collectionneur d'art russe Nikolaï Ioussoupov lors d'une visite à Paris. Aujourd'hui, il fait partie de la collection du musée de l'Ermitage à Saint-Pétersbourg.